# Hans Paule
Hans Paule (* 1879 in Wien; † 1951 in Capri) war ein österreichischer Maler, der vorwiegend auf Capri lebte.

## Leben
Hans Paule war 1897–1899 ein Schüler des Malers und Lebensreformers Karl Wilhelm Diefenbach in dessen Künstlerfamilie auf dem Himmelhof bei Wien. Nach dem Besuch der Kunstakademie in Wien kam Paule um 1900 nach Capri, wo er zunächst, einem unbürgerlichen, naturnahen Lebensstil im Sinne seines Meisters folgend, in einer Höhle lebte. Nach dem Eintritt Italiens in den Ersten Weltkrieg wurde er 1915 nach Sardinien verbannt; 1924 kehrte er nach Capri zurück, wo er mit anderen auf der Insel lebenden Künstlern, darunter Otto Sohn-Rethel, Raffaele Castello und Walter Depas in Kontakt war.

## Werk
Paules Werk ist einem spätexpressionistischen Stil verpflichtet und umfasst Landschafts- und Personendarstellungen mit Motiven u. a. aus Sardinien, Capri und Neapel. Besonders künstlerisch produktiv war er im Bereich des Holzschnitts.